# Giovanni Bettoli
Giovanni o Giovanni Battista Bettoli (Parma, 1714 – Parma, 1781) è stato un architetto italiano.
Lavorò quale architetto e capomastro in vari cantieri a Parma. La sua opera più notevole è la cupola a doppia volta, realizzata nel 1766, della chiesa di Sant'Antonio Abate, iniziata nel 1712 su disegni del Bibbiena. È certa anche la sua presenza, nel 1777, nella costruzione della chiesa collegiata parrocchiale di San Pietro con la funzione di capomastro muratore.